# Baham (Camerún)
Baham es un municipio del departamento de Hauts-Plateaux de la región del Oeste, Camerún. En noviembre de 2005 tenía una población censada de 19 680 habitantes.
Se encuentra ubicado cerca del río Noun, al norte de la ciudad más poblada del país, Duala.